# Модель коммуникации Джорджа Гербнера
Моде́ль коммуника́ции Джо́рджа Ге́рбнера — коммуникационная теория, предложенная руководителем Анненбергской школы коммуникации Джорджем Гербнером в 1956 году для исследования различных ситуаций общения. Отличительной чертой модели Гербнера является ее способность приобретать различные формы в зависимости от типа описываемой коммуникационной ситуации.

## Ключевые характеристики
Основой модели Гербнера является линейная трансмиссионная интерпретация коммуникации, использованная в шумовой модели коммуникации К. Шеннона — У. Уивера.
Назначение модели Гербнера заключается в том, чтобы использовать ее для описания схем коммуникации смешанного типа, который включает и человека, и механические устройства, а также различных по своему масштабу коммуникационных взаимодействий.
Вербальное описание модели Гербнера сводится к следующему утверждению:

Кто-то воспринимает событие и реагирует в данной ситуации с помощью некоторых средств чтобы создать доступное для других содержание в некоторой форме и контексте и передает сообщение  с некоторыми последствиями".

Такое описание роднит модель Гербнера с линейной моделью коммуникации Г. Лассуэлла, только в расширенном виде: в данном случае процесс коммуникации начинается с восприятия сообщения, в то время как в линейной модели для описания процесса коммуникации необходимо ответить на «следующие вопросы:

1. кто сообщает?
2. что именно?
3. по каким каналам?
4. кому?
5. с каким эффектом?»

Отличие от модели Лассуэлла заключается также в том, что в ней отсутствуют в явном виде получатель и канал, при этом особое внимание уделяется источнику, а также взаимодействию с внешними объектами и формированию сообщения.
Гербнер рассматривал коммуникацию как субъективный, изменчивый, избирательный процесс, который слабо поддается прогнозированию. В соответствии с представлениями ученого человеческая коммуникация в общем смысле представляет собой открытую систему.
Модель, предложенная Гербнером, благодаря своей гибкости и адаптируемости позволяет описывать как простые схемы коммуникации, в том числе с применением различных технологических устройств, так и сложные, включающие в себя использование средств массовой коммуникации.
К основным элементам модели Гербнера относятся следующие:
1. Е (event) — событие, объект внешнего мира, который отбирается из этого мира, с тем чтобы стать предметом для коммуникации и в итоге породить сообщение.
2. М (man) — центральная фигура модели — коммуникатор, который воспринимает событие, формирует представление о нем (Е1) и на этой основе создает сообщение для передачи (SE). Кроме того, под М может пониматься и отдельный человек, например журналист, отбирающий событие для новостей, и техническое устройство, например микрофон или ТВ-камера.
3. Е1 — воспринятое событие, образ события в сознании коммуникатора М (перцепт события).
4. SE (statement about event) — сообщение о событии, созданное коммуникатором М на основании перцепта события Е1 и существующее как единство формы S и содержания E[1].

Также в рамках модели отражаются следующие параметры:
- Контекст;
- Избирательность;
- Доступность;
- Каналы коммуникации.

## Треугольник Гербнера
Треугольник Гербнера является простейшим воплощением модели. Он имеет два измерения — горизонтальное и вертикальное.
Горизонтальное измерение отражает восприятие, в связи с чем оно носит название перцептивного измерения. Оно показывает процесс отбора коммуникатором М одного конкретного события из всего разнообразия происходящего в мире. Событие производит определенное воздействие на органы чувств коммуникатора — иными словами, происходит перцепция.
Результатом перцепции является перцепт, или воспринятое событие Е1. Перцепт является психическим отражением события в сознании коммуникатора. Процесс восприятия события оценивается с двух позиций: психофизической и трансакциональной.
Психофизический аспект перцепции отражает характеристики события: доступность (или приемлемость), контекст, а также процесс отбора самого события.
В рамках трансакционального аспекта определяются субъективные характеристики коммуникатора: уровень культуры, погруженность в стереотипы, опыт социального взаимодействия. Трансакция в данном случае — процесс интеграции и координации внешних стимулов с внутренними концептами, включающий в себя интеракцию, декодирование и интерпретацию.
Трансакция в многом подчинена культуре коммуникатора, так как его внутренние концепты — это продукт социального взаимодействия и культурного опыта. Представители разных культур воспринимают действительность по-разному. В связи с этим восприятие является не просто психологическим явлением, но явлением, обусловленным культурой.
К примеру, фактор отбора новостей в телевизионной журналистике определяется той картиной мира, теми стереотипами и культурными образцами, которые присутствуют у тележурналиста, выпускающего редактора, комментатора и т. п. Горизонтальная составляющая данной модели показывает, что Е1 телевидения есть отбор из событий окружающего мира. Это означает, что события, транслируемые по телевизору, являются продуктами отбора и перцепции сотрудников СМИ, которые в свою очередь ориентируются на уровень культуры аудитории.
Вертикальное измерение треугольника Гербнер назвал «измерением значений и контроля». Вертикальное измерение по отношению к горизонтальному является вторым этапом коммуникационного процесса, который характеризуется взаимоотношениями между коммуникатором и первичным продуктом коммуникации.
В ходе этого этапа перцепт Е1 преобразуется в сигнал SE, то есть в утверждение о событии Е. Обозначение SE имеет два аспекта: S — это форма сообщения коммуникатора о событии, E — это содержание этого сообщения. Формирование сообщения также связано с выбором подходящей формы сигнала. При этом эти два элемента взаимосвязаны и не могут рассматриваться как изолированные, так как само событие оказывает влияние на метод его презентации, и наоборот. Стоит отметить, что отношения между формой и содержанием динамичны, нестабильны.
В вертикальном измерении отбор также играет важнейшую роль. Коммуникатор в начале этого этапа производит отбор посредника и/или канала коммуникации, далее он выбирает способ передачи сути не сообщения, а перцепта, в связи с чем при передаче происходят искажения, а сигнал о перцепте тем более не может быть полным и совершенно точным.
Полная модель коммуникации была дополнена аудиторией М2 — потребителем сигнала о сообщении, но в то же время схема повторяется. Аудитория в свою очередь формирует собственный перцепт от принятого сигнала SE1.

## Преимущества модели
У модели Гербнера как способа анализа коммуникации существует несколько сильных сторон.
В первую очередь это универсальность и гибкость, которая позволяет описать коммуникацию любого масштаба и формата, как межличностную, так и межгрупповую.
Кроме того, модель обладает сегментами, которые позволяют представить коммуникацию наглядно, которые позволяют определить специфику коммуникации, а также факторы, которые оказывают влияние на характер взаимодействия.
Также к преимуществам модели относится фиксация на таких параметрах коммуникации, как социальный опыт, культура субъектов коммуникации, контекст, доступность и некоторые другие.

## Критика
Модель Гербнера также имеет несколько слабых сторон.
К ним относится:
- отсутствие коммуникативных шумов, которые оказывают влияние на качество и эффективность коммуникации;
- модель не отражает процесс генерации значимости сообщения;
- не отражены семиотические аспекты коммуникации[1].